# Kurt Reichermeier
Kurt Reichermeier (* 26. Januar 1987 in Deggendorf) ist ein ehemaliger deutscher Eishockeyspieler. Während seiner Karriere bestritt er 51 Partien für die Landshut Cannibals in der 2. Bundesliga.
Reichermeier begann seine Karriere beim Deggendorfer SC, bevor er 2002 zum EV Landshut in die DNL-Mannschaft wechselte. Dort spielte er drei Spielzeiten für das Nachwuchsteam, ehe er zur Saison 2005/06 in die Profimannschaft der Landshut Cannibals befördert wurde. Seine letzte Saison spielte er in der Bayernliga für den Deggendorfer SC, von wo aus er im Dezember zu den Passau Black Hawks wechselte, mit denen er Bayerischer Meister wurde und in die dritthöchste Spielklasse aufstieg.
Momentan hat Reichermeier seine Karriere beendet und studiert an der Justus-Liebig-Universität Gießen Humanmedizin.